# Zosimos aus Panopolis

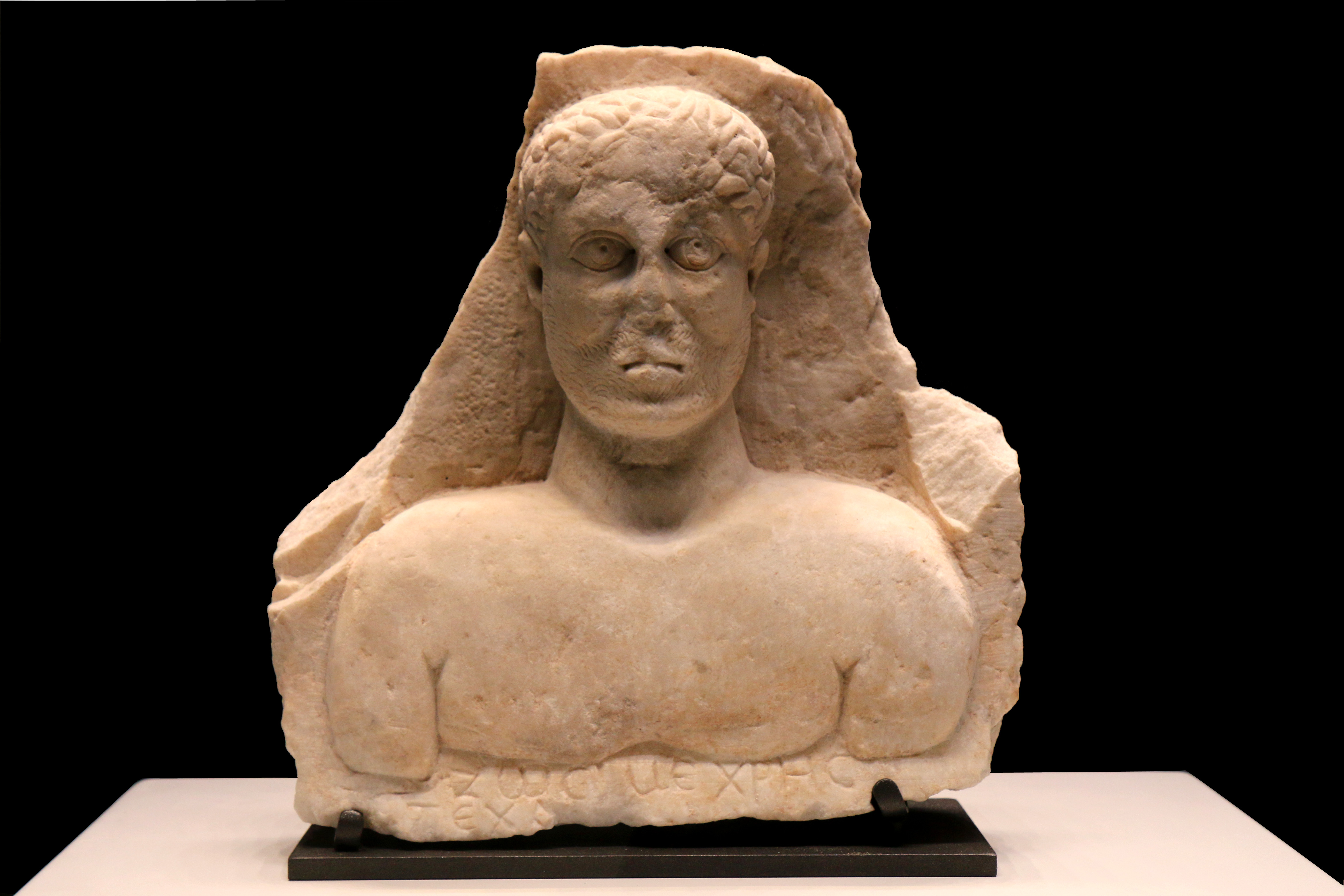
Büste des Zosimos, 3. Jh.

Zosimos aus Panopolis war ein antiker griechischer Alchemist. Er lebte wohl im späten 3. und vielleicht noch im frühen 4. Jahrhundert n. Chr. und war ein einflussreicher Vertreter der mystischen oder symbolischen Alchemie.

## Leben
Zosimos wurde in Panopolis, dem heutigen Achmim in Oberägypten geboren. Er lehrte in Alexandria und verfasste ein umfangreiches Corpus von Büchern über die Alchemie (Chemeutika), die nur teilweise erhalten sind und auch spätere Zusätze enthalten.
Eine ungefähre Bestimmung seiner Lebenszeit ergibt sich aus seiner Erwähnung von Sextus Iulius Africanus, dessen im Zeitraum von 228 bis 231 verfasstes Werk Cesti er anscheinend zitiert, und seiner Angabe, er habe Schriften in der 390/91 zerstörten Bibliothek des Serapeums in Alexandria konsultiert. Wenn eine Person, auf die er polemisch Bezug nimmt, mit dem Religionsstifter Mani identifiziert werden kann, lässt sich der Zeitraum weiter einengen; dann schrieb Zosimos zwischen der Einführung des Manichäismus in Ägypten im Jahr 268 und der Manichäerverfolgung Kaiser Diokletians zu Beginn des 4. Jahrhunderts.
Die Suda gibt an, er stamme aus Alexandria, alle anderen Quellen geben ihm den Zusatz Thebaner (nach der ägyptischen Stadt Theben und ihrer Region Thebais, wo auch Panopolis liegt) oder Panopolitaner.

## Werke und Lehre
Die Werke sind ursprünglich in Griechisch verfasst und darunter sind Lehrbriefe, die an eine gelehrte Frau – Theosebeia, seine Schwester im Geiste (soror mystica) – gerichtet sind, und eine Schrift peri aretes, auch als Visionen bekannt, die Traumgesichte des Autors wiedergibt.
Im Text wird die Alchemie als Geheimlehre von ausgewählten Priestern dargestellt. In seinen Werken zitiert Zosimos Aussagen früherer Alchemisten (den sog. „Weisen“ oder „Philosophen“), um durch deren gegenseitige Erklärung das alchemistische Werk verständlich zu machen, gemäß dem alchemistischen Motto „ein Buch öffnet das andere“. In den Visionen, im Buch der Bilder und Buch der Schlüssel zum Werk ergänzt er diese Zitate und Kommentare ausführlich mit eigenen Träumen und Erfahrungen, und erklärt, er gebe (seiner Schülerin Theosebeia) so einen einfachen, kurzen Pfad zum alchemistischen Werk.
Zosimos ist in alchemistischen Texten auch unter Rosinus, Rosinos, Rubinus u. ä. bekannt.
Zosimos ist der älteste Autor der Alchemie, der einer historischen Person zugeordnet werden kann. Ältere Texte sind aber bekannt (wie der Pseudo-Demokrit oder legendären Figuren wie Hermes Trismegistos und Maria die Jüdin zugeschriebene Schriften), welche Zosimos auch zitiert.
Zosimos’ Ideen waren vom Hermetismus und der christlichen Gnosis beeinflusst. In seinen Schriften finden sich Hinweise zum Corpus Hermeticum und Parallelen zu den gnostischen Texten von Nag Hammadi, ebenso wie wesentliche Motive (beispielsweise Einbalsamierung, Tod und Auferstehung) aus den – zu Zosimos’ Zeit teils noch bekannten – altägyptischen Unterweltsbüchern.

### Textaufteilung und -überlieferung
Die Textaufteilung und -überlieferung ist komplex und nur teilweise geklärt (Michèle Mertens), es gibt neben griechischen Texten auch arabische, lateinische und syrische Übersetzungen.
Die wichtigsten griechischen Handschriften sind der Marcianus graecus 299 (10. oder 11. Jahrhundert), der Parisinus graecus 2325 (13. Jahrhundert) und der Parisinus graecus 2327 (15. Jahrhundert). In den Handschriften sind auch Zeichnungen alchemistischer Geräte. Mertens teilt das griechische Corpus der Haupthandschriften in vier Teile:
- Die authentischen Memoiren (auch Über Apparate und Öfen), 13 Schriften einschließlich des bekannten Über den Buchstaben Omega, Über die Einzigartigkeit, Über die Zusammensetzung von Wassern. Darin sind auch seine Visionen.
- Die Kapitel an Eusebia
- Die Kapitel an Theodor
- Die abschließende Zählung

Zosimos selbst und Kommentatoren verweisen außerdem auf ein nicht direkt erhaltenes Corpus Cheirokmeta (Durch Hand gefertigte Dinge) und einige andere Schriften wie Der Buchstabe Kappa, Das Buch der Schlüssel. Die Suda spricht von 28 Büchern, die Zuordnung ist aber nach Mertens schwierig.
Eine weitere wichtige Quelle zu Zosimos’ Werk bilden arabische Übersetzungen griechischer Texte, die später teilweise ins Lateinische Eingang fanden. Diese arabischen Texte können nach Hallum als unterschiedlich authentisch angesehen und dahingehend gegliedert werden. Neuere Forschung führt zu folgender Unterteilung (nach Abt):
- Handwerkliche Texte, eher extrovertierten Inhaltes. Dazu gehören unter anderem Sieben Briefe, 25ster und 29ster Brief, Über die Sulfur(arten) (engl: The Sulphurs). In diesen Texten werden vor allem Rezepte erwähnt, es kommen keine Visionen oder Träume vor, keine Verweise auf alte Alchemisten.
- Texte in der Tradition der symbolischen Alchemie von eher introvertierter Natur. Dazu gehören unter anderem Das Buch der Schlüssel zum Werk/zur Kunst und das Buch der Bilder. In beiden berichtet Zosimos von eigenen Gefühlen, Erlebnissen und Träumen oder Visionen. Sie sind an seine Studentin Theosebeia gerichtet und Zosimos zitiert seinen Lehrer Democritus und andere alchemistische Weise.
- Fälschungen/fälschlicherweise Zosimos zugeschriebene Texte

### Peri aretes/Visionen des Zosimos
Im als Visionen bezeichneten Werk Peri aretes (nach Mertens aus dem griechischen übersetzbar mit von der Tugend, Exzellenz, Vortrefflichkeit, Perfektion oder von der (alchemistischen) Kunst) schildert Zosimos verschiedene Traumgesichte und kommentiert diese.
Das X. Kapitel der Mémoires Authentiques beginnt mit der Nennung verschiedener Verfahren und Vorgänge der Alchemie: „Herstellung der Wässer; Bewegung und Vermehrung, Entkörperung und Verkörperung, Abziehen des Geistes vom Körper und Verbinden des Geistes mit dem Körper.“ Er weist darauf hin, dass die Natur sich aus eigenen Kräften verwandelt und dem Mond und dem Lauf der Zeiten unterworfen sei.
Im ersten Traumgesicht (zweiter Abschnitt) sieht Zosimos auf einem Schalenaltar den Priester Ion, der am frühen Morgen zerstückelt und verbrannt wird. Dabei wird – unter qualvollen Schmerzen – der Körper durch Feuer in Rauch und Geist umgewandelt. Im Gespräch mit dem ihn fragenden Zosimos verwandelt sich Ion in ein kleines Menschlein (Homunkulus), das sich mit den eigenen Zähnen zerfleischt.
Erwachend fragt sich Zosimos (dritter Abschnitt), ob das die Herstellung der Wässer sei. Wieder eingeschlafen sieht er denselben Schalenaltar mit kochendem (und verdampfenden) Wasser, diesmal allerdings mit einer Gruppe unzähliger Menschen darin. Ein graues Männlein erklärt auf Zosimos’ Frage, das Gesehene sei die Wandlung und der Ort der Läuterung. Dann taucht ein Kupfermännlein auf, mit einer bleiernen Schreibtafel in der Hand, und gibt eine Anweisung. Das graue Männlein erklärt die Rolle dieses Mannes, der mit Ion, dem Priester, der opfert und geopfert werde, identisch sei.
Zosimos erwacht wieder (vierter Abschnitt), nach dem Sinn des Gesehenen fragend („ist das nicht das weisse Wasser, das auch gelb ist, das Kochende, das Göttliche?“) und philosophiert über das Geben und Nehmen in der Natur und dass jedes Ding mit Methode, in bestimmtem Maß und in Abwägung der vier Elemente geschehe. Verflechtung und Auflösung aller Dinge könnten nur mit Methode geschehen. Diese sei natürlich, gesetzmäßig, Mehrung und Abnahme bringend. Sie sei fortlaufend mit Trennung und Vereinigung verbunden. Die Natur, auf sich selbst gewendet, verwandle sich. Das sei Struktur und Verbindung des Kosmos.
Wie in einer Art zwischengeschalteter Zusammenfassung, was Zosimos jedoch als Vorrede bezeichnet – fordert Zosimos (im fünften Abschnitt) anschließend dazu auf, selbst ans Werk zu gehen, einen Tempel aus einem weißen Stein, der ohne Anfang und Ende sei, zu bauen. Der Tempel enthalte eine Quelle reinsten Wassers und hervorblitzendes Sonnenlicht. Mit einem Schwert solle man den engen Eingang des Tempels suchen, der durch einen Drachen bewacht sei. Diesen Drachen solle man opfern, zergliedern, zusammenlegen und dann in den Tempel gehen, wo man in die gesuchte Sache, nämlich den Priester, den Kupfermenschen (Charlkanthropos), der dann zum Silbermenschen (Argyranthropos) und dann zum Goldmenschen (Chrysanthropos) werde, verwandelt werde.
In den anschließenden 3 Abschnitten des Kapitels schreibt Zosimos über die Natur und die Naturen, gibt Ratschläge über die richtige Geisteshaltung, die Bedeutung des Schweigens, die Transformation der vier Metalle (Kupfer, Eisen, Zinn, Blei) in Gold. Durch die Zähmung der Materie (Materia Prima) erhalte man aus dem Vielem (den vielen Naturen) das Eine (die eine Natur).
In diesem Text sieht Ruska allegorisch chemische Vorgänge und Apparate wie den Destillationsprozess oder das -gerät beschrieben.
Nach Mertens stehen die alchemistischen Operationen symbolisch für die geistig-spirituelle Erhebung des Alchemisten. Zosimos habe eine Parallele zwischen der Befreiung des göttlichen Funkens im Menschen und der Verwandlung von Substanzen oder von Metallen gezogen. „Pneuma“ beispielsweise bezeichne das Geistige des Menschen und den flüchtigen Teil der Substanz oder eines Metalls, das durch Destillation oder Sublimation erzeugt werde. Die Befreiung des „Pneumas“ sei in den Visionen in Gestalt von Zerstückelung, Tod und Auferstehung rituell dargestellt. Die alchemistischen Geräte werden zu Tempeln und Altären, während die einfachen Metalle als zu opfernde Menschen dargestellt werden, bevor sie in der Gestalt edler Metalle auferstehen.
Nach C.G. Jung handeln die Visionstexte von realen Visionen und Träumen, „die sich während der [chemischen] Operation ereignen“. In ihnen träten Inhalte aus dem Unbewussten zu Tage, „welche sich, den Alchemisten unbewusst, in die chemischen Prozesse projizieren und dann an diesen wahrgenommen werden, wie wenn sie Eigenschaften des Stoffes wären.“ Dabei sei das (göttliche) „Wasser“ oder „die Wässer“ für den Alchemisten von „ungeahnter Bedeutung“ und repräsentiere die Seele des Stoffes, die durch Kochung, das Schwert, Auflösung oder Zergliederung befreit werde und selbst Verwandlungskraft habe. Das göttliche Wasser – ein gnostisches Motiv – sei der „in der Materie verborgene Gott, […] der sich zur Physis herunterneigt und von ihr um- und verschlungen wurde“, ein „physisch gewordener Gott“. Der Traum sei wie eine dramatische Erklärung des Wesens des vom Alchemisten gesuchten „göttlichen Wassers“, dem „schmerzhaften und gewalttätigen Prozess der Wandlung, der ebensowohl Ursache als Wirkung des Wassers“ und „dessen Wesen“ sei.
Den Drachen versteht Jung psychologisch als die zu opfernde Unbewusstheit. Nach dessen Überwindung könne im Inneren des Tempels, der sowohl den Stein der Weisen (Symbol für das Selbst) als auch das Gefäß (und den Kopf) symbolisiere, sich das Bewusstsein erhellen (Symbol der strahlenden Sonne). Dort könne der Wandlungsprozess stattfinden, wo der Homunculus, der innere Mensch seine Verwandlungsstufen vom Kupfer über Silber zum Gold durchlaufe. Diese geistige Seite im Menschen werde durch Metalle repräsentiert. In den Visionen  zeige sich „die konkretisierte (projizierte) Symbolik des Individuationsprozesses“.

### Briefe an Theosebeia
Bei den Briefen an Theosebeia wird unter anderem über das Recht der Münzherstellung der Könige berichtet. Das Geheimnis wird nur mündlich dargelegt und ist von den Vorfahren geerbt worden. Wer das Geheimnis kennt, führt das Werk niemals selbst aus, sondern beauftragt andere. Die Werkleute arbeiten jedoch nur für den König, den Geheimnisträger. Theosebeia wird nun auch ermahnt, sich vor falschen Propheten zu schützen und die Leidenschaften zu bekämpfen. Da Menschen das Gold mehr lieben als die Kenntnis der Kunst, verlieren sie schnell Verstand und Reichtum. Nur wer den Weg der Vernunft geht, wird auch das Gold finden. Das Gold liegt direkt vor den Augen des Menschen, es ist jedoch auf geheimnisvolle Weise auch verborgen und nicht für jeden sichtbar. Namentlich erwähnt als betrügerischer Goldmacher wird ein Priester Nilos. Im weiteren Text wird dann auf ähnlich geheimnisvolle Weise die Herstellung von chemischen Stoffen sowie Färbemitteln beschrieben.

### Buch der Bilder
Das Buch der Bilder besteht aus 13 Kapiteln, von denen jedes mit einem eigenen Bild eingeleitet wurde. In zwei Kapiteln wird eine längere Bilderserie dargestellt, zu deren Betrachtung Zosimos im Text auffordert, die er erläutert und die dem besseren Verständnis seiner Lehre dienen sollen.
Der Text besteht aus einem sehr lebendigen Dialog zwischen Zosimos und seiner Schülerin Theosebeia über Zosimos‘ Lehre, einschließlich Theosebeias Beschwerden über unklare Aussagen Zosimos‘ und seinem Ärger über ihr Unverständnis. Vordergründig dreht sich der Dialog um das Verständnis von Aussagen alchemistischer Philosophen wie Agathodaimon, Demokrit, Isis, Moses, Maria, Ostanes, sowie technische Fragen des alchemistischen Werkes. Zosimos betont jedoch immer wieder, dass nicht die konkreten Stoffe und Prozesse gemeint sind, sondern diese symbolisch zu verstehen seien. Er beschreibt für Theosebeia das Werk anhand der Bilderserie, die, zusammen mit seinen Aussagen, „alles enthalte, was sie wissen müsse“ und seinen eigenen psychischen Verwandlungsprozess darstellt.
Zosimos’ Lehre gründet sich auf seinen eigenen, im Text erwähnten, Traumgesichten und auf der Liebe und Verpflichtung gegenüber seiner Schülerin und seiner leidvollen Auseinandersetzung mit dieser Beziehung, die nicht einfach konkret ausgelebt werden konnte. Dies stellte er symbolisch als Tod und Auferstehung seiner selbst dar. Insofern beruhe für Zosimos das alchemistische Werk auf einer psychischen Verwandlung und führe letztlich dazu, dass der Adept das Feuer der Attraktion halten könne. Der Text sei ein Zeugnis der schwierigen Suche Zosimos‘ danach, nicht nur das Beziehungsproblem zu verstehen, sondern auch die Bedeutung von erotischer Anziehung und letztendlicher Verbindung inneren Feuers und inneren Wassers oder von äußerem Männlichen und äußerem Weiblichen. Dieser Prozess werde anhand grundlegender chemischer Substanzen beschrieben, die den elementaren, kollektiven Charakter dieses Prozesses spiegeln.
Im Text finden sich Fragmente aus Zosimos zugeschriebenen Schriften Über die Sulfurarten und seinen Briefen an Theosebeia, allerdings unterbrochen durch Theosebeias Fragen und weitere Erläuterungen. Abt zufolge sei seine Lehre dadurch einfacher und verständlicher dargestellt.
Es gibt inhaltliche und stilistische Gemeinsamkeiten zwischen dem Buch der Bilder und dem Buch der Schlüssel (siehe dort).
Das Buch der Bilder kennt man aktuell nur in einer arabischen Fassung sowie indirekt in einer früheren arabischen, durch ausführliche Zitate im vierten Teil von Maslama al-Qurțubīs (bislang fälschlich dem Maslama al-Madschriti zugeschriebenen) The Book of the Rank of the Sage. Rutbat al-Ḥakīm (verfasst 339/950-342/953) bekannten Fassung. Beide gehen auf zwei unterschiedliche griechische Originale zurück. Es beeinflusste den arabischen Alchemisten Ibn Umail, das Kitab al-Habib (mit Dialog zwischen Rusam und Theosebeia) sowie den sich "Hermes von Dendera" nennenden Autor der Risalat as-Sirr (mit einem ähnlichen Dialog zwischen Hermes Budasir und Amnutasiya) und wurde von vielen Alchemisten zitiert. Ebenfalls davon beeinflusst ist die in der symbolischen lateinischen Alchemie traditionelle Einteilung des Werkes in 12 Teile, als auch die Darstellungen der inneren und äußeren Beziehung zwischen Adept und Adeptin, wie beispielsweise im Rosarium Philosophorum und Mutus liber dargestellt. Textstücke aus dem Buch der Bilder finden sich im Rosarium Philosophorum und im Artis Auriferae zum Beispiel unter dem Titel Tractatus Rosini ad Euticiam. Selbst ist das Buch der Bilder von ältägyptischem Denken beeinflusst, denn es enthält Bezüge zur pharaonischen Ikonographie und motivische Parallelen zum Amduat, einem bis in die griechisch-römische Zeit bekannten ägyptischen Unterweltsbuch. Auch bezüglich der Frage nach der äußeren wie inneren Beziehung zwischen Mann und Frau bzw. zwischen seelisch Männlichem und Weiblichem bildet es eine Kulturbrücke zwischen pharaonischem Gedankengut und dem der europäischen Alchemie.

### Buch der Schlüssel
Zosimos’ Buch der Schlüssel zur Kunst ist anscheinend ein Kommentar in 10 Kapiteln zum Buch der 10 Schlüssel, das dem Demokrit von Abdera zugeschrieben wird. Wie der Präambel zu entnehmen ist, war dieser Kommentar Zosimos’ letztes Buch. Es war für seine Schülerin Theosebeia gedacht und bildete eine Art Essenz seiner Lehre, die so verständlich war, dass Theosebeia nach dessen Lektüre "das [alchemistische] Werk verstand".
Thematisch und stilistisch finden sich Parallelen zwischen dem Buch der Schlüssel und dem Buch der Bilder : 
 Beide sind in Dialogform geschrieben. In beiden Büchern heißt es, es gebe nur ein alchemistisches Werk, beide betonen die Rolle von Demokrit, dem „Oberhaupt der Weisen“ seiner Zeit. In beiden dreht sich die Beschreibung des Werkes um die Zusammensetzung der Dämpfe, die Mischung von Gleichem mit Gleichem und die Notwendigkeit, den flüchtigen Geist zu fixieren. Auch im Book of the Keys of the Work lassen sich Motive und Symbole aus dem pharaonischen Ägypten nachweisen, deren Einbezug das Verständnis des Textes erleichtert.

### Chemisch-handwerkliche Schriften
Beschrieben werden in seinen Schriften auch Verfahren und Öfen zum Beispiel für die Wachsmalerei, zur Herstellung von Schwefelwasser, Destillationsapparate wie ein geschlossenes Gefäß (Kerotakis), in der Metalle Dämpfen verschiedener Tinkturen ausgesetzt wurden beispielsweise zur Metallfärbung, Sublimationsverfahren, Pigmenten wie Zinnober (und Quecksilbergewinnung daraus) und Magnesia, Ocker, Arsenik (von ihm als zweites Quecksilber bezeichnet), Hämatit und Natron. Nach Mertens bezieht er sich in seiner alchemistischen Praxis wahrscheinlich hauptsächlich auf Maria die Jüdin (deren Werk nur unvollkommen bekannt ist und für deren Kenntnis Zosimos auch als Quelle dient).

## Rezeption
Zosimos wurde ausgiebig von arabischen Autoren des Mittelalters rezipiert, insbesondere von Ibn Umail (10. Jahrhundert), Dschābir ibn Hayyān (lateinisch Geber, 8. Jahrhundert) und ar-Razi (9./10. Jahrhundert). Im arabischen Raum war er unter verschiedenen Namen bekannt, wie Zusimus, Risamus, Rusim, Arsimun.
Die Erschließung der arabischen Überlieferung steht nach Mertens erst am Anfang. 15 zum Teil vielversprechende arabische Handschriften(sammlungen) mit Teilen von Zosimos’ Werk finden sich in Teheran, Kairo, Istanbul, Dublin, Gotha und Rampur. Über die arabische Tradition fanden Teile aus Zosimos’ Werk in einige lateinische Handschriften Eingang, zum Beispiel im Turba Philosophorum und Artis Auriferae.

## Textausgaben und Übersetzungen
Textausgaben gab es in Marcellin Berthelot, C. E. Ruelle: Collection des anciens alchimistes grecs, Paris: Steinheil 1888, basierend auf Handschriften in Paris und der Marciana in Venedig. Ein Editionsprojekt zu einem Teil dieser griechischen Handschriften wurde von Michèle Mertens begonnen.
Syrische Texte (v. a. Briefe) Zosimos’ finden sich übersetzt in Marcellin Berthelot u. Rubens Duval: La Chimie au Moyen Age 1893, basierend auf der Cambridge Handschrift Mm, 6, 29, und der Egerton 809 und Oriental 1593 des British Museums.
Arabische Handschriften finden sich faksimiliert und übersetzt in der von Theodor Abt herausgegebenen Reihe „Corpus Alchymicum Arabicum“ (Vol. II-IV).
- Howard M. Jackson (Herausgeber und Übersetzer): Zosimos of Panopolis, On the Letter Omega. Scholars Press, Missoula, MT 1978.
- Michèle Mertens (Herausgeber und Übersetzer): Zosime de Panopolis, Mémoires authentiques.  Les alchimistes grecs, Band 4, Teil 1, Les belles lettres, Paris 1995.
- Theodor Abt (Hrsg.): The Book of Pictures. Muṣḥaf aṣ-ṣuwar by Zosimos of Panopolis. Übersetzt von Salwa Fuad und Theodor Abt, Corpus Alchemicum Arabicum Vol. II.2. Living Human Heritage, Zürich 2011. Basiert auf dem Ms. der Arkeoloji Müzesi Nr. 1574 aus Istanbul. (Faksimile desselben als Vol. II.1.)
- Theodor Abt (Hrsg.): The Book of the Keys of the Work. Kitāb mafātīḥ aṣ-ṣan'a by Zosimos of Panopolis. Arabisches Facsimile mit englischer Übersetzung von Salwa Fuad und Theodor Abt, mit einer Einleitung von Theodor Abt. Corpus Alchemicum Arabicum Vol. III. Living Human Heritage, Zürich 2016. Basiert auf dem Ms. der Dār al-kutub in Kairo. Khedive V, 395. kimiyā' 23.